# Матущик, Адам
А́дам Мату́щик (пол. Adam Matuszczyk, нем. Adam Matuschyk; 14 февраля 1989, Гливице, Польша) — польский футболист, полузащитник. Может сыграть как левого вингера, так и опорного полузащитника..

## Карьера

### Клубная
Уроженец Гливице, в двухлетнем возрасте переехал в Германию и поступил в школу команды «Мерциг», позднее выступал за «Диллинген». Летом 2003 года был принят в академию ФК «Кёльн» и начал тренировки в составе второй команды для подготовки к сезону 2008/09. В первой половине сезона он провёл 11 встреч, 3 февраля 2009 получил право играть за основную команду. Дебютировал в составе клуба 27 февраля 2010 в матче с клубом «Байер 04». Первые голы забил 10 апреля 2010, оформив дубль в игре против «Хоффенхайма».

### В сборной
Несмотря на наличие немецкого паспорта, предпочёл играть за сборную Польши. Был вызван 19 декабря 2009 для участия в товарищеском турнире в Таиланде, однако клуб запретил ему отправляться в сборную. 4 мая 2010 он был вызван для проведения нескольких товарищеских встреч и 29 мая 2010 дебютировал в матче с финнами. Первый гол забил 9 октября 2010 в игре со сборной США, а матч завершился ничьей 2:2.

## Личная жизнь
Жена Дениз, сын Леннокс.